# Игнатенко, Василий Андреевич
Василий Андреевич Игнатенко (1884—1972) — русский революционер, матрос линкора «Свободная Россия». Член РСДРП с 1912 года. В 1917 году — комиссар линкора, уполномоченный Севастопольского военно-революционного комитета. Зимой 1918 года председатель Ялтинского военно-революционного комитета.

## Биография
Фабричный рабочий-металлист. Член РСДРП с 1912 года. Участник Первой мировой войны. Матрос линкора «Свободная Россия». Прибыл в январе 1918 года в Ялту из Севастополя для установления власти большевиков на миноносце «Керчь».
23 января 1918 года революционные власти обложили имущих горожан контрибуцией в 20 млн рублей, за неуплату которой полагался расстрел. Автором идеи выступил политкаторжанин Борис Жадановский: «Товарищи у капиталистов существует правило: победивший с побежденного взыскивает аннексии и контрибуции. Так почему же мы как победители не можем так поступить с буржуазией нашего города?»
Игнатенко писал: «Подписывая декрет о контрибуции, я подумал: „Вот я, рабочий, токарь по металлу, матрос, обличенный властью народа, посягнул на святыню капиталистического общества — частную собственность“. И ничего, буржуи как миленькие в течение 3-х дней на счет ревкома внесли 20 миллионов».
24 января 1918 года был образован Ялтинский ревком. Игнатенко — председатель Ялтинского военно-революционного комитета до падения Социалистической советской республики Тавриды. Один из организаторов Красного террора в Ялте зимой 1918 года совместно с Нератовым и Драчуком. При исполкоме ялтинского Совета был создан «отдел советской разведки», внёсший свой вклад в развязанный террор. Как вспоминал Игнатенко впоследствии, «благодаря бдительности наших разведчиков удалось обезвредить немало гнёзд контрреволюции».
Расстрелы производились прямо на Ялтинском молу, трупы казнённых сбрасывали в море. Очевидец событий, член кадетской партии князь В. А. Оболенский писал: «…В Ялте офицерам привязывали тяжести к ногам, и сбрасывали в море, некоторых после расстрела, а некоторых живыми. Когда, после прихода немцев, водолазы принялись за вытаскивание трупов из воды, они на дне моря оказались среди стоявших во весь рост уже разлагавшихся мертвецов…». Другой очевидец и также кадет Д. С. Пасманик, вспоминал, что офицеров расстреливали под руководством матроса В. А. Игнатенко (впоследствии благополучно прожившего до 88 лет и написавшего собственные воспоминания об этих событиях) по спискам, «составленным солдатами из лазаретов и тайным большевистским комитетом, существовавшим уже давно». Расстреляно было не менее 47 офицеров, а их трупы были сброшены в море.
Княгиня Барятинская писала: «Комиссар Игнатенко, чудовище, которое имело обыкновение казнить офицеров собственными руками, стреляя в них из своего револьвера».
В дальнейшем на партийной работе, автор мемуаров.
Похоронен на Новодевичьем кладбище в Москве (колумбарий, секция 136).

## Память

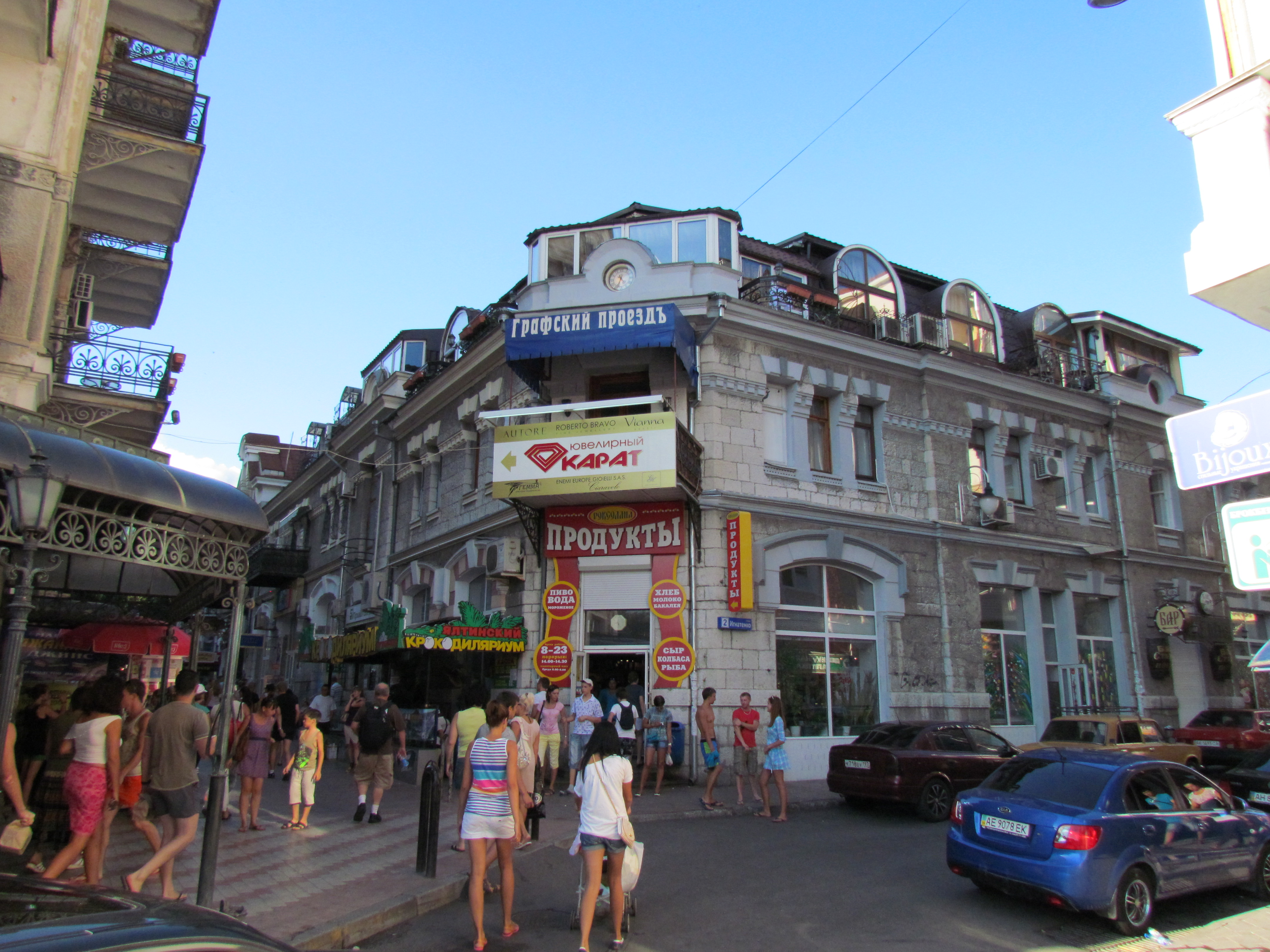
Улица Игнатенко (уходит вправо) в Ялте

Именем Василия Игнатенко названа улица в Ялте (бывшая Елизаветинская).